# Cerro de Guisando
El Cerro de Guisando es un espacio natural protegido por la Red Natura 2000 como Zona especial de conservación y Zona de Especial Protección para las Aves, localizado al sureste de la provincia de Ávila de la comunidad autónoma de Castilla y León. 

## Localización
Se encuentra situado en la provincia de Ávila, en su zona sureste y limitando con la provincia de Madrid.

## Descripción
Se trata de un espacio natural protegido de muy reducida extensión, con relieves poco pronunciados, excepto el cerro de Guisando (1.300 m s. n. m.) ubicado en su extremo oriental.
La especie arbórea dominante es el pino resinero que constituye un extenso pinar que ocupa la mayor superficie del espacio protegido, acompañado por el pino negral y un pequeño bosque de castaños con ejemplares centenarios. Las laderas este y sur del cerro están pobladas por encinas y enebros de la miera, donde aparecen espacios adehesados con pastizal y matorral mediterráneo, alternados con fresnos en las zonas más húmedas. Los principales arroyos conservan importantes alisedas.

## Aves
Buitre negro, águila imperial ibérica,  arrendajo, corzo,  etc